# San Francisco Logueche
San  Logueche es una localidad del estado mexicano de Oaxaca. Es cabecera del municipio de San Francisco Logueche.

## Demografía
| Censo | Población |
| ----- | --------- |
| 1900  | 342       |
| 1910  | 254       |
| 1921  | 868       |
| 1930  | 563       |
| 1940  | 593       |
| 1950  | 544       |
| 1960  | 497       |
| 1970  | 605       |
| 1980  | 315       |
| 1990  | 817       |
| 1995  | 733       |
| 2000  | 834       |
| 2005  | 882       |
| 2010  | 1077      |
| 2020  | 1036      |